# Diego Vallejos
Diego Alfredo Vallejos Hernández (Colbún, 16 marzo 1990) è un calciatore cileno, attaccante del Dep. Linares.